# Rhizochaete fouquieriae
Rhizochaete fouquieriae är en svampart som först beskrevs av Nakasone & Gilb., och fick sitt nu gällande namn av Gresl., Nakasone & Rajchenb. 2004. Rhizochaete fouquieriae ingår i släktet Rhizochaete och familjen Phanerochaetaceae.   Inga underarter finns listade i Catalogue of Life.